# Kameleon Records
Kameleon Records – polskie wydawnictwo muzyczne specjalizujące się w produkowaniu płyt kompaktowych i winylowych z polskim rockiem z lat 60. i 70. XX w.. W kolejnych latach wytwórnia poszerzyła swój katalog o nagrania wykonawców reprezentujących inne gatunki muzyki rozrywkowej – również te z późniejszych dekad.

## O wydawnictwie
Firma rozpoczęła działalność w 2011 roku w Łodzi, a jej założycielami są Paweł Nawara i Marek Trepko. Obecnie jej siedziba mieści się w Warszawie.
Kameleon Records wydaje płyty kompaktowe i winylowe, zawierające niepublikowane nagrania, głównie wykonawców spod znaku big-beatu i rocka, a także reedycje winylowych albumów z lat 60. i 70., które są uzupełnione o nagrania dodatkowe. Publikowane są również płyty winylowe z nigdy niewydanym w tej formie materiałem.
Wytwórnia rozpoczęła działalność od współpracy z muzykami zespołu Skaldowie (poprzez kontakt z jego fanklubem), wydając ich dorobek poszerzony o wiele nagrań niepublikowanych. Nieco później Kameleon Records nawiązał współpracę z Tadeuszem Woźniakiem, wydając na płytach winylowych i kompaktowych jego liczne nagrania archiwalne.
W 2013 roku wydawnictwo otrzymało II nagrodę w kategorii „Publikacja Roku”, biorąc udział w Ogólnopolskim Konkursie organizowanym przez Fundację miłośników rock’n’rolla – Sopockie Korzenie, zaś w 2015 roku dwa wyróżnienia w kategorii „Best Product 2015” w podsumowaniu rocznym miesięcznika High Fidelity.
Paweł Nawara wielokrotnie gościł ze swoimi nowościami wydawniczymi w nieistniejącej już audycji radiowej Trójki, zatytułowanej Trójkowy Wehikuł Czasu, autorstwa Jerzego Sosnowskiego i Agnieszki Obszańskiej. O katalogu wytwórni, bądź o pojedynczych albumach opowiadał m.in. także w Polskim Radiu RDC, Radiu Wrocław czy w Nowym Radiu Lublin. Gościł również w audycji Muzyka w kadrze na antenie Programu II PR.
Recenzje płyt Kameleon Records pojawiały się w czasopismach: Teraz Rock, Jazz Forum i Lizard. Albumy Testu – Przygoda bez miłości, Kabaretu Starszych Panów – No i jak tu nie słychać piosenek Starszych Panów? i Stanisława Wenglorza – Nie widzę ciebie w swych marzeniach. Kolekcja nagrań archiwalnych z lat 1975–1981 były „Płytami Tygodnia Radiowej Jedynki”.
Dostępna w katalogu wytwórni od marca 2020 roku i przygotowana przez Pawła Nawarę pierwsza płyta z niepublikowanymi nagraniami The Shadows pt. FBI. A collection of rare recordings 1959-1962 – zdobyła popularność w Wielkiej Brytanii. W efekcie cały nakład został dość szybko wykupiony, co umożliwiło przygotowanie dodruku albumu – ponadto w brytyjskim fanzinie dotyczącym muzyki instrumentalnej z lat 60., ukazała się trzystronicowa recenzja płyty.
W listopadzie 2021 roku wytwórnia uruchomiła drugi sklep, w którym znajdują się wydawnictwa współpracujących z nią niezależnych firm fonograficznych. W lutym 2022 roku otwarto kanał Kameleon Records na YouTube.
W roku 2021 i 2023 ukazały się trzypłytowe albumy z cyklu No i jak tu nie słuchać piosenek Starszych Panów?, przygotowane przez Pawła Nawarę we współpracy z Grzegorzem Wasowskim oraz zbiór piosenek z programu telewizyjnego dla dzieci pt. Piątek z Pankracym.

## Lista publikacji
W katalogu wytwórni znajdują się nagrania następujących wykonawców
Anawa:
- Uwierz w nieznane. Radio Sessions & Live Recordings (KAMLP 34)

Andrzej Zieliński:
- Znów od zera (KAMCD 34)
- Skaldowie na dwa fortepiany (reedycja 2021) (KAMCD 87/88) (2 CD)
- Koncert urodzinowy (KAMCD 91/92) (2 CD)
- Skaldowie na dwa fortepiany 2 (KAMCD 103/104) (2 CD)
- Reggae na koniec świata (singel – KAMCD 120)

Arianie:
- Na niejednej stacji. Nagrania archiwalne z lat 1971–1983 (KAMCD 79/80) (2 CD)

Antykwa:
- Nasze pokolenia. Nagrania archiwalne z 1970 roku (KAMCD 121)
- Nasze pokolenia. Nagrania archiwalne z 1970 roku (KAMLP 36) – edycja limitowana: 100 szt.

Bemibek: 
- Sprzedaj mnie wiatrowi. Nagrania archiwalne z lat 1970–1973 (KAMCD 41)

Breakout: 
- Za siódmą górą. Niepublikowane nagrania z lat 1968–1969 (KAMCD 42 / KAMLP 14)

Breakout Night: 
- Ostatni Express (dystrybucja)

Break Night:
- Tribute To Breakout (dystrybucja)

Carmen Azúar & Tomasz Kaszubowski:
- Caminos del sur / Drogi południa (KAMDISC 01)

Cliff Richard:
- Sentimental Journey. Rare TV and live recordings 1958-62 (DUSTYCD 02 – dystrybucja)
- Live in Poland 1965 (DUSTYCD 16 – dystrybucja)
- Cliff’s Hit Album (2024 stereo remix) (wydawnictwo Dusty Tapes DUSTYCD 25 – dystrybucja)

Czerwono-Czarni:
- Wyspa wśród jezior (KAMCD 113/115) (2 CD)

Czerwone Gitary:
- Nie daj się nabrać na byle co. Nagrania archiwalne z 1965 roku (KAMCD 55)

Czterech:
- Dziwna historia (KAMCD 39)

Demony:
- Apache (KAMCD 100)

Dróżdż-Stachurski:
- Świat niekompletny (KAMDISC 05)

Dżamble:
- Święto strachów (KAMLP 21)
- W noc i w dzień (KAMLP 33)
- W noc i w dzień. Nagrania archiwalne z lat 1969–1972 (KAMCD 127/128/129)

Elvis Presley:
- Elvis’ Christmas Album (Stereo Expierience Records – dystrybucja)

Grupa ABC:
- Moje ABC. Niepublikowane nagrania z 1969 roku (KAMCD 35)
- Razem z nami. Niepublikowane nagrania z lat 1970–1971 (KAMCD 36)
- Idę dalej. Niepublikowane nagrania z lat 1971– 1973 (KAMCF 37)
- Wring That Neck. The Complete german Radio Recordings (KAMCD  38)
- Zabiorę cię ze sobą. Radio Sessions & Rare Recordings 1969–1970 (KAMLP 11)
- Asfaltowe łąki. Radio Sessions & Rare Recordings 1971–1973 (KAMLP 120)

Hades:
- Taniec Światowida (KAMCD 132)

Hank Marvin:
- Dance With The Guitar Man. A Collection Of Very Rare TV Recordings 1969–1970 (DUSTYCD 06 – dystrybucja)

Izotop:
- Planeta (KAMDISC 06)

Jacek Zieliński:
- Taki blues (KAMCD 83/84)
- Jacek Zieliński. Benefis z okazji 75 urodzin (KAMCD 108/109) (2 CD)
- Radość tańca, singiel (KAMCD Promo)
- Reggae na koniec świata (KAMCD 120 – singiel)
- Benefis z okazji 75 urodzin (KAMDVD 11/12) (2 DVD)

Jerzy Grunwald & En Face: 
- Na tych samych ulicach. Niepublikowane nagrania z lat 1971–1975 (KAMCD 43)

Kabaret Starszych Panów:
- No i jak tu nie słuchać piosenek Starszych Panów, Vol. 1 (KAMCD 105/107) (2 CD)
- No i jak tu nie słuchać vol.2 (KAMCD 124/126) (2 CD)
- Kabaret Jeszcze Starszych Panów (KAMDVD 14/15/16) (3 DVD)

Kawalerowie:
- Palcie tylko „Sporty”. Nagrania archiwalne z lat 1965–1966 (KAMCD 102)

Krzysztof Klenczon:
- The Complete Recordings 1970–1972 (KAMCD 29/30) (2 CD)
- The Show Never Ends, reedycja 2013 (KAMCD 31 / CPS-3015 – dystrybucja)
- Powiedz stary gdzieś ty był, reedycja 2014 (KAMCD 32)
- The Legend Of Polish Rock 70–72 (KAMLP 05/06) (2 LP)

Los Navarros:
- Los Navarros (wydawnictwo Steen & Storm, S&S 001 – dystrybucja)

Marvin, Welch & Farrar:
- Marmaduke. BBC & TV recordings 1970–1972 (wydawnictwo Dusty Tapes DUSTYCD 26 – dystrybucja)
- Lady Of The Morning. Live recordings 1971–1972 (wydawnictwo Dusty Tapes DUSTYCD 27 – dystrybucja)

Maciej Kossowski:
- Z cyganami w świat (KAMCD 116-118) (3 CD)

Minstrele:
- Kudłaci przyjaciele. Nagrania archiwalne z lat 1966–1969 (KAMCD 85)

Miroslav Kefurt:
- Singing Guitar. German Radio Recordings 1961–1967  (wydawnictwo Dusty Tapes DUSTYCD 07/08 – dystrybucja) (2 CD)

Mr. Bober's Friends:
- Tracks Of My Mind (KAMCD 81)

Nastolatki:
- Żegnajcie najmilsze lata. Nagrania archiwalne z lat 1964–1966 (KAMCD 71)

Niebiesko-Czarni:
- Hej tam w dolinie. Nagrania archiwalne z lat 1964–1966 (KAMCD 50)
- Adagio Cantabile. Nagrania archiwalne z lat 1967–1969 (KAMCD 51)
- Na betonie kwiaty nie rosną. Nagrania archiwalne z lat 1969–1970 (KAMCD 52)
- Ostatni kosmyk nocy. Nagrania archiwalne z lat 1971–1974 (KAMCD 53)
- Pod naszym niebem. Nagrania koncertowe z lat 1964–1974 (KAMCD 54)
- Lot na Wenus (KAMLP 19)

Non Iron:
- Nie wszystko można mieć (Rarytasy 1985-2019) (KAMCD 122/123) (2 CD)

No To Co:
- Grająca szafa. Nagrania archiwalne z lat 1967–1968 (KAMCD 56)
- Inne kwiaty. Nagrania archiwalne z lat 1968–1969 (KAMCD 57)
- Here Comes The Sun. Nagrania archiwalne z lat 1969–1970 (KAMCD 58)
- Hej bystra woda. Nagrania archiwalne z lat 1970–1972 (KAMCD 59)
- Widzę cię w zieleni pół. Nagrania archiwalne z lat 1970–1972 (KAMCD 60)
- I nic więcej nie chcę już. Nagrania archiwalne z lat 1972–1976 (KAMCD 61)
- Taki czas. Progressive Rock Recordings 1971–1975 (KAMLP 25)

Nurt:
- Nurt, reedycja 2013 (KAMCD 27)
- The Complete Radio Sessions 1972/1974 (KAMCD 28 / KAMLP 04)

Old Breakout:
- Tribute To Nalepa & Kubasińska (dystrybucja)

Passaty:
- Zazdrości świat szesnastu lat. Nagrania archiwalne z lat 1966–1967 (KAMCD 131)

Paweł Nawara & Tomasz Kaszubowski:
- Aires Latinos (KAMCD 70) / ACD 139-2 (reedycja)
- Piątek z Pankracym (KAMCD 89/90) (2 CD)

Pięciolinie:
- Szkolne wspomnienia. Nagrania archiwalne z 1964 (KAMCD 40)

Polanie / Nowi Polanie:
- Przyjdzie kiedyś taki dzień. Nagrania archiwalne z lat 1965–1968 (KAMCD 68)
- Długo się znamy. Nagrania archiwalne z lat 1966–1968 (KAMCD 69)
- A ty pocałujesz mnie. Radio sessions & rare recordings 1965–1968 (KAMLP 20)

Romuald i Roman:
- The Polish Psychedelic Trip 1968–1971 (KAMLP 13)
- The Polish Psychedelic Trip Vol. II – 1969–1976 (KAMLP 23)

Rhythm and Blues:
- Rock-A-Beatin’ Boogie. Nagrania archiwalne z 1959 roku (KAMCD 133)

74 Grupa Biednych:
- W trąby dąć. Nagrania archiwalne z lat 1970–1973 (KAMCD 112)

Skaldowie:
- Skaldowie, reedycja 2014 (KAMCD 01)
- Wszystko mi mówi, że mnie ktoś pokochał, reedycja (KAMLP 02)
- Cała jesteś w skowronkach, reedycja (KAMCD 03)
- Od wschodu do zachodu słońca, reedycja 2012 (KAMCD 04)
- Ty, reedycja 2011 (KAMCD 05)
- Wszystkim zakochanym, reedycja 2013 (KAMCD 06)
- Krywań, Krywań, reedycja 2011 (KAMCD 07)
- Szanujmy wspomnienia, reedycja 2012 (KAMCD 08)
- Stworzenia świata część druga, reedycja 2011 (KAMCD 09)
- Rezerwat miłości, reedycja 2012 (KAMCD 10)
- Droga ludzi, reedycja 2014 (KAMCD 11)
- Nie domykajmy drzwi, reedycja 2012 (KAMCD 12)
- Gdy skończysz wiek młody (KAMCD 13)
- Historia zespołu Skaldowie (KAMCD 14)
- Listy śpiewające (KAMCD 15)
- Pastorałki (KAMCD 16)
- Krywań Sessions 1971–1973. Complete German Recordings (KAMCD 17 / KAMLP 08)
- Z przymrużeniem oka (KAMCD 18)
- Podróż magiczna (KAMCD 19, KAMLP 02)
- Jest tylko dziś (KAMCD 20)
- German Radio Sessions vol.1 1970–1971 (KAMCD 21)
- German Radio Sessions vol.2 1973–1976 (KAMCD 22)
- Live in Germany 1972 (KAMCD 23)
- Live in Germany (KAMCD 24)
- Radość tańca, singiel (KAMCD Promo)
- Harmonia świata, reedycja 2018 (KAMCD 72)
- Skaldowie dzieciom, reedycja 2018 (KAMCD 73)
- Lost Progressive Sessions 1970–1971 (KAMCD 82 / KAMLP 01)
- Taki blues (KAMCD 83/84 / KAMLP 27/28) (2 LP)
- Moje Betlejem, reedycja (KAMCD 85 / KAMCD 85/119) (2 CD)
- Koncert urodzinowy (KAMCD 91/92) (2 CD)
- Oddychać i kochać, reedycja 2020 (KAMCD 93 / KAMLP 29/30)
- The Best Of Skaldowie (KAMCD 33)
- Jacek Zieliński. Benefis z okazji 75 urodzin (KAMCD 108/109) (2 CD)
- The 70s Progressive German Recordings (KAMLP 03)
- Pieśń nad pieśniami (KAMLP 15/16) (2 LP)
- W żółtych płomieniach liści (KAMLP 17)
- Zimowa bajka (KAMLP 18)
- Twą jasną widzę twarz (KAMLP 22)
- Nadejdziesz od strony mórz (KAMLP 24)
- Nocni jeźdźcy (KAMLP 26)
- Harmonia świata (KAMLP 31/32)
- Jubileusz 55-lecia zespołu (KAMDVD 9/10) (2 DVD)
- Ukazały się także rocznicowe boxy na 50-lecie i 55-lecie zespołu
- Koncert progresywny (KAMCD 130)
- Jak powstali Skaldowie (KAMDVD 05)

Stanisław Deja:
- Skaldowie na dwa fortepiany, reedycja 2021 (KAMCD 87/88) (2 CD)
- Skaldowie na dwa fortepiany 2 (KAMCD 103/104) (2 CD)

Stanisław Wenglorz:
- Nie widzę ciebie w swych marzeniach. Kolekcja nagrań archiwalnych z lat 1975–1981 (KAMCD 98)
- Dziś dotarłem do rozstajnych dróg (wydawnictwo I&TV, I&TVCD 01 – dystrybucja)
- Niedokończona rozmowa (wydawnictwo I&TV, I&TVCD 02 – dystrybucja)

Stress:
- On a Hard Rock Way 1972–1973 (KAMLP 07 / KAMCD 62)

Subterfuge:
- Projections From The Past (KAMDOSC 02/03) (2 CD)

Szwagry:
- Zrobimy huk. Nagrania archiwalne z lat 1965 / 1969 (KAMCD 67)

Tadeusz Woźniak:
- Archiwum vol.1. Nagrania radiowe z lat 1966–1971 (KAMCD 44)
- Archiwum vol. 2. Nagrania radiowe i rarytasy z lat 1971–1973 (KAMCD 45)
- Archiwum vol. 3. Muzyka teatralna z lat 1975–1981 – wybór (KAMCD 46)
- Archiwum vol. 4. Muzyka ze spektaklu teatralnego „Mistrz i Małgorzata” (KAMCD 47)
- Radio Opole 2011 (wydawnictwo Studio Kross – dystrybucja)
- Archiwum vol. 6. Dla dzieci (KAMCD 74/75) (2 CD)
- Archiwum vol. 7. Nagrania koncertowe z lat 1968–2004 (KAMCD 76)
- Archiwum vol. 8. Suplement – Osobliwości i Nielubiane (KAMCD 77/78) (2 CD)
- Smak i zapach pomarańczy (KAMLP 10)
- Pieśń świętojańska o Sobótce Jana Kochanowskiego (wydawnictwo Studio Kross – dystrybucja)
- Dell' amore (wydawnictwo Studio Kross – dystrybucja)

Tajfuny / Big Beat Sextet / Zespół Zbigniewa Antoszewskiego:
- Sezam otwarty. Nagrania instrumentalne z lat 1964–1967 (KAMCD 110/111) (2 CD)

Test:
- Przygoda bez miłości. Hard Rock Radio Recordings 1971–1975 (KAMLP 09 / KAMCD 101)

The Shadows:
- FBI. A collection of rare recordings 1959-1962 (wydawnictwo Dusty Tapes DUSTYCD 01 / DUSTYLP 01)
- Lost BBC Sessions vol.1 (1959–1964) (wydawnictwo Dusty Tapes DUSTYCD 04 – dystrybucja)
- Lost BBC Sessions vol.2 (1965–1968) (wydawnictwo Dusty Tapes DUSTYCD 05 – dystrybucja))
- On TV vol.1 (1961−1963) (wydawnictwo Dusty Tapes DUSTYCD 11 – dystrybucja) (DUSTYCD 05 – dystrybucja)
- On TV vol.2 (1964–1965) (wydawnictwo Dusty Tapes DUSTYCD 12 – dystrybucja)
- On TV vol.3 (1966–1967) (wydawnictwo Dusty Tapes DUSTYCD 13 – dystrybucja)
- On TV vol.4 (1967–1968) (wydawnictwo Dusty Tapes DUSTYCD 14 – dystrybucja)
- Live in Poland 1965 (wydawnictwo Dusty Tapes DUSTYCD 16 – dystrybucja)
- In Concert vol.1 (1961–1962) (wydawnictwo Dusty Tapes DUSTYCD 17 – dystrybucja)
- In Concert vol.2 (1964) (wydawnictwo Dusty Tapes DUSTYCD 18 – dystrybucja)
- In Concert vol. 3 (1964) (wydawnictwo Dusty Tapes DUSTYCD 19 – dystrybucja)
- In Concert vol. 4 (1965) (wydawnictwo Dusty Tapes DUSTYCD 20 – dystrybucja)
- In Concert vol. 5 (1968) (wydawnictwo Dusty Tapes DUSTYCD 21 – dystrybucja)
- In Concert vol. 6 (1969) (wydawnictwo Dusty Tapes DUSTYCD 22 – dystrybucja)
- Live in Japan 1967 (wydawnictwo Dusty Tapes DUSTYCD 24 – dystrybucja)

The Süns:
- O miastach i uczuciach (KAMDISC 07)

Turbo
- W środku tej ciszy. IX Ogólnopolskie Rytmy Młodych – Jarocin 1980 (KAMCD 134)

The Ventures:
- Walk Don’t Run (wydawnictwo Dusty Tapes DUSTYCD 03 – dystrybucja)
- The Ventures (wydawnictwo Dusty Tapes DUSTYCD 09 – dystrybucja)
- Another Smash!!! (wydawnictwo Dusty Tapes DUSTYCD 10 – dystrybucja)
- The Colorful Ventures (wydawnictwo Dusty Tapes DUSTYCD 15 – dystrybucja)
- Twist With The Ventures (wydawnictwo Dusty Tapes DUSTYCD 31 – dystrybucja)
- The Ventures’ Twist Party Vol.2 (wydawnictwo Dusty Tapes DUSTYCD 32 – dystrybucja)

Warsaw National Philharmonic Orchestra:
- Mendelssohn, Ravel (wydawnictwo Dusty Tapes DUSTYCD 23 – dystrybucja)

Wojciech Skowroński:
- Trochę żal. Nagrania archiwalne z lat 1970–1973 (KAMCD 63)
- Rock and roll i ja. Nagrania archiwalne z lat 1973–1979 (KAMCD 64)
- Blues to zawsze blues jest. Nagrania koncertowe z lat 1970–1974 (KAMCD 65)
- Za jasną rzeką. Nagrania koncertowe z lat 1971–1979 (KAMCD 66)
- 100% Live: On Stage & In The Studio 1983–1985 (KAMCD 135)

WODZU:
- Samo życie (dystrybucja)

Wyspy Dobrej Nadziei:
- Lunatyk (KAMDISC 04)